# 南山駅 (深圳市)
南山駅（なんざんえき、中文表記: 南山站、英文表記: Nanshan Station）は、中華人民共和国深圳市南山区に位置する深圳地下鉄11号線（機場線）の駅。

## 駅構造

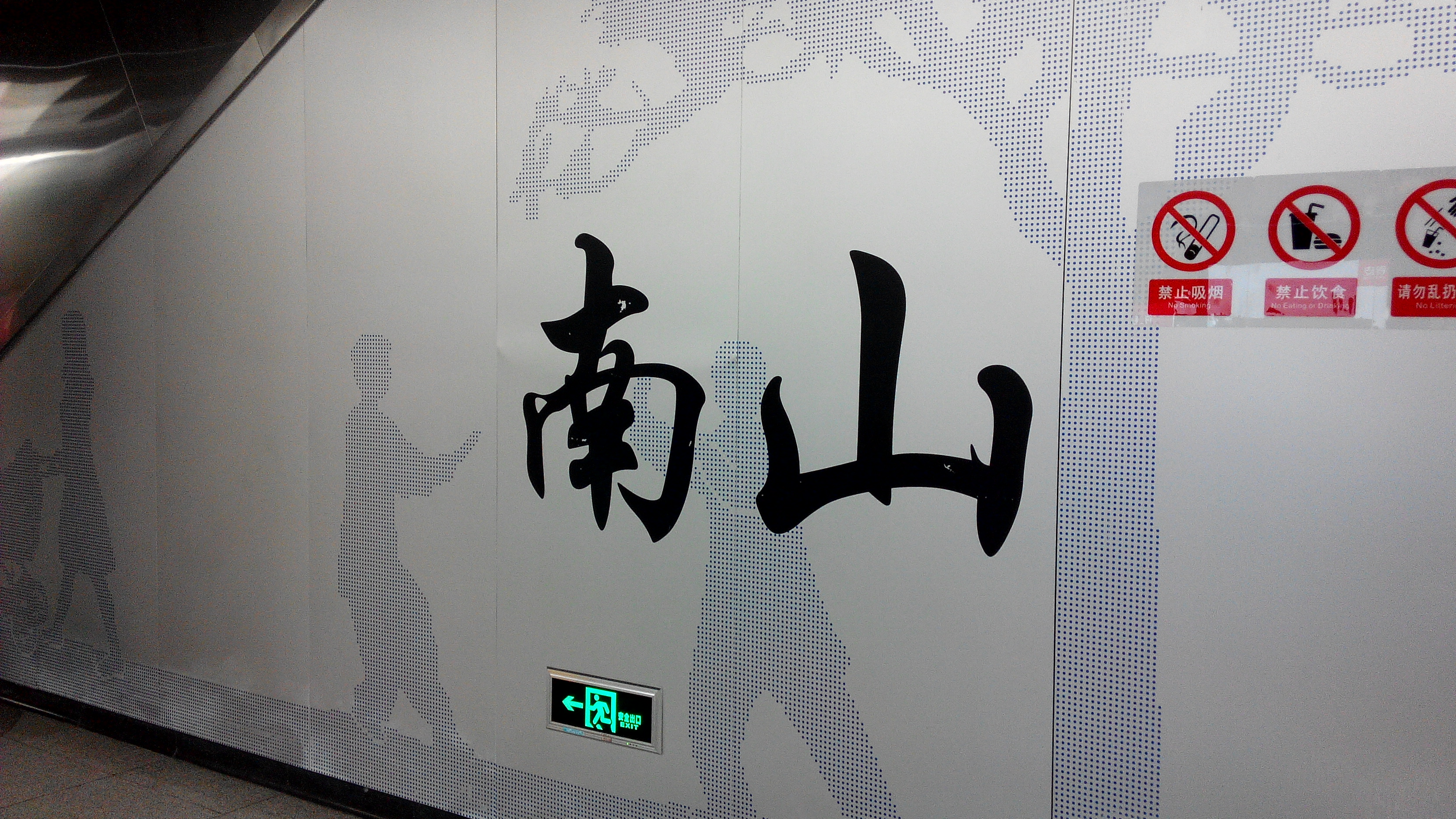
駅名標

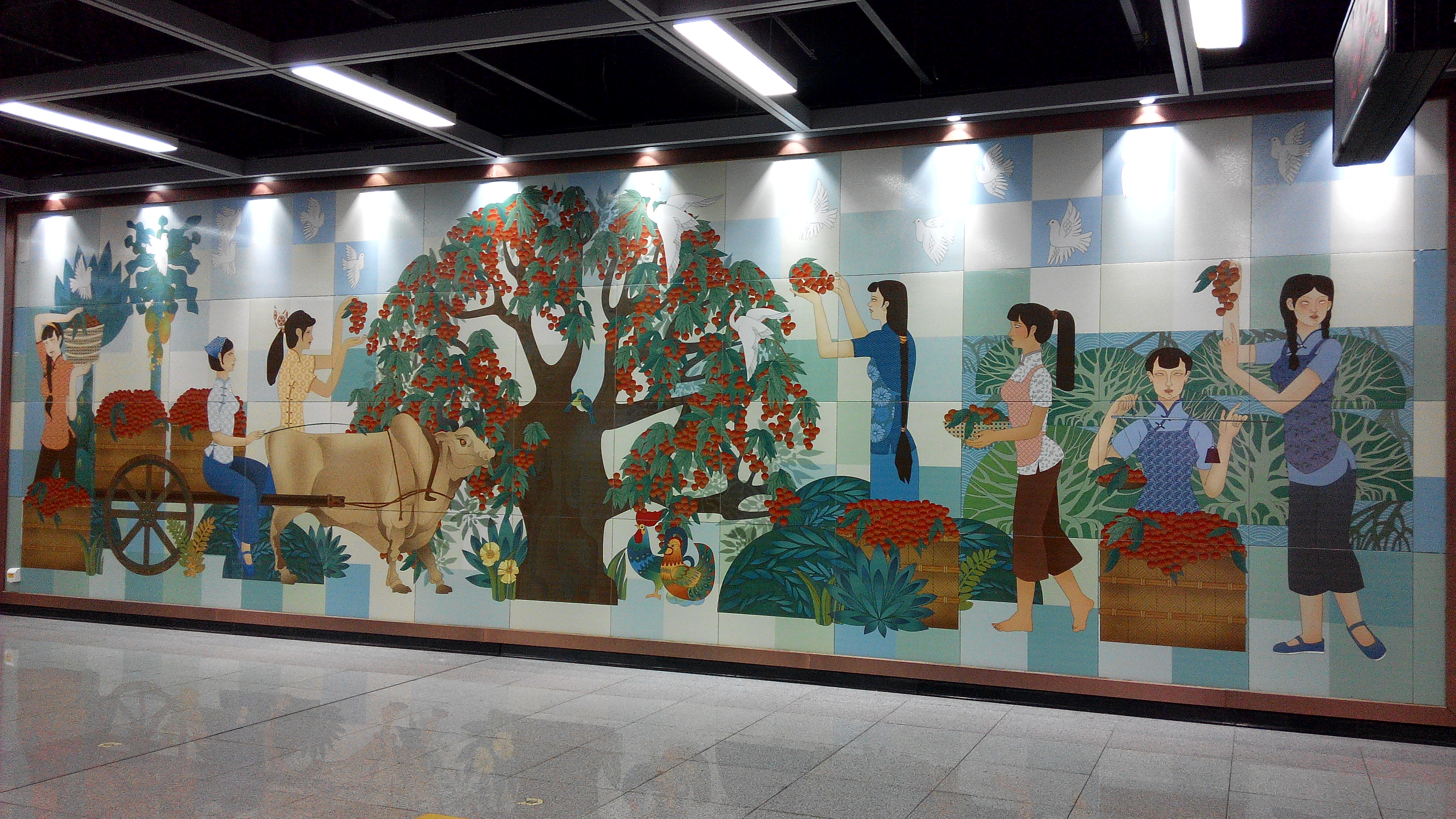

島式ホーム1面2線の地下駅
| G  |                   | 出入口、風のパビリオングループ |
| B2 | コンコース        | 顧客サービス                   |
| B3 |                   | ←■11号線 碧頭方面              |
| B3 | 島式ホーム        |                                |
| B3 | ■11号線 福田方面→ |                                |

## 隣の駅
■11号線
前海湾駅 - 南山駅 - 后海駅